# Nordamerikanische Meisterschaften im Sommerbiathlon
Die Nordamerikanischen Meisterschaften im Sommerbiathlon werden seit 2007 ausgetragen. Diese kontinentalen Meisterschaften finden im Wechsel im kanadischen Canmore (Alberta) und dem US-amerikanischen Ort Jericho (Vermont) statt. Das Teilnehmerfeld bestand jahrelang beinahe ausschließlich aus Teilnehmern eines der beiden Länder, ergänzt durch Gastauftritte europäischer (Sommer-)Biathleten und hatte familiären Charakter. In manchen Jahren starteten in einzelnen Disziplinen drei oder weniger Sportler. Erst im Jahre 2014 gab es ein ausgeglichenes Teilnehmerfeld mit Sportlern aus beiden Ländern.
Die Sportler starten auf Rollerski über verschiedene Distanzen in oft wechselnden Einzeldisziplinen (Sprint, Verfolgung, Massenstart) und verschiedenen Altersklassen. Im Jahr 2010 wurden auch Wettbewerbe im Crosslauf veranstaltet.
| Austragung       | Austragungsort  | Zeitraum                   |
| ---------------- | --------------- | -------------------------- |
| 2008             | Canmore, Kanada | 4. bis 7. September 2008   |
| 2009             | Jericho, USA    | 8. und 9. August 2009      |
| 2010             | Canmore, Kanada | 11. und 12. September 2010 |
| 2011             | Jericho, USA    | 25. bis 28. August 2011    |
| 2012             | Canmore, Kanada | 8. und 9. September 2012   |
| keine Austragung |                 |                            |
| 2014             | Jericho, USA    | 16. und 17. August 2014    |